# アルトゥーナ・カーブ

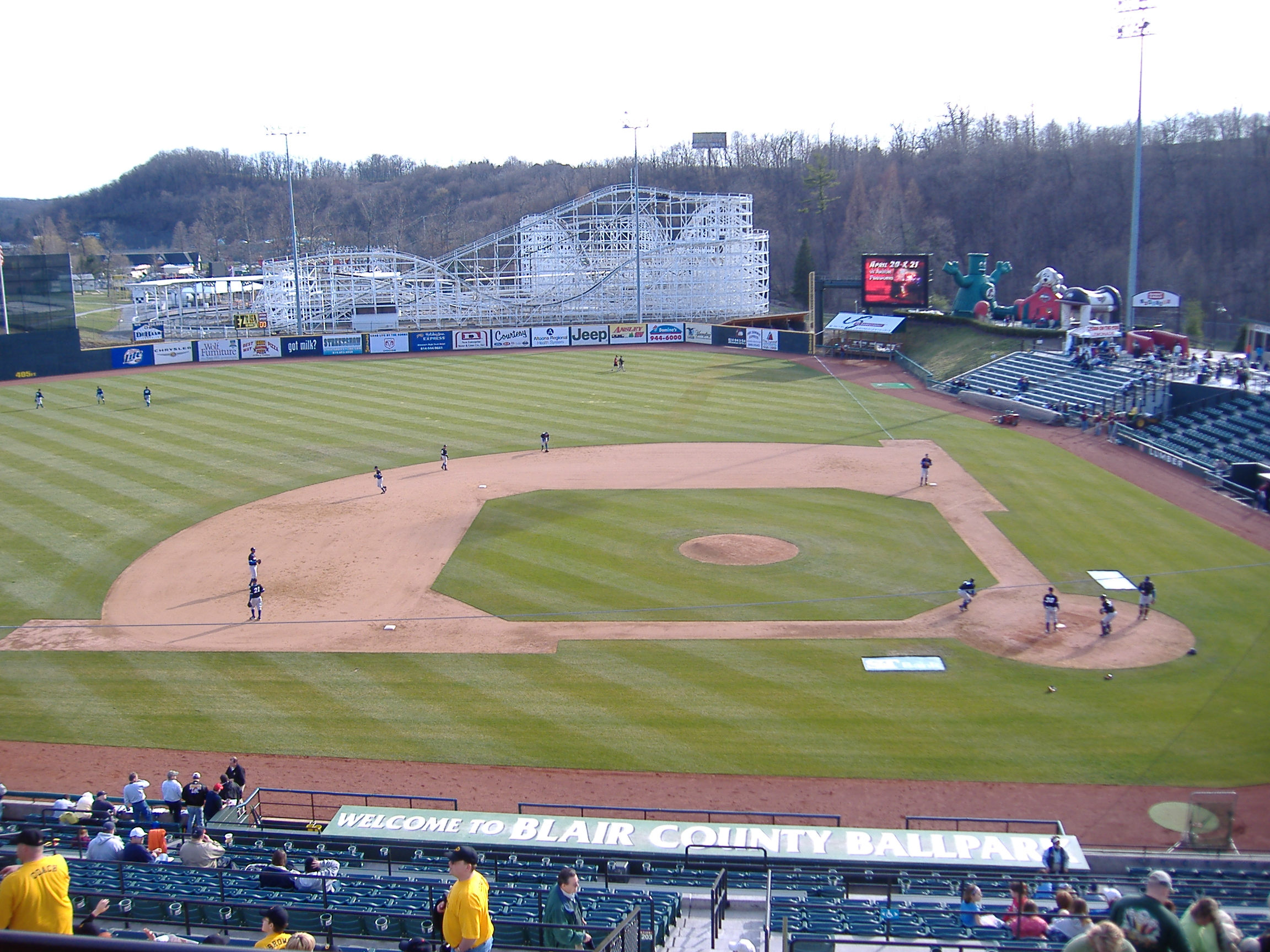
ピープルズ・ナチュラルガス・フィールド

アルトゥーナ・カーブ（Altoona Curve）は、アメリカ合衆国ペンシルベニア州アルトゥーナに本拠地をおくマイナーリーグ（ピッツバーグ・パイレーツ傘下AA級）の野球チーム。

## 歴史
1998年創設。
1999年より、メジャーリーグのピッツバーグ・パイレーツ傘下AA級チームとしてイースタンリーグに所属している。
本拠地球場はピープルズ・ナチュラルガス・フィールド（旧称：ブレア・カウンティ・ボールパーク）。
チーム名はアルトゥーナ近郊にある馬蹄型をした急カーブの線路「ホースシューカーブ」に由来する（球種のカーブの意味も持たせている）。

## 選手名鑑

### 過去の主な所属選手
- ジョナサン・アルバラデホ
- ブロンソン・アローヨ
- キャナン・スミス＝インジグバ
- クレイグ・ウィルソン
- ジャック・ウィルソン
- ニール・ウォーカー
- ディエゴ・カスティーヨ
- ホセ・カスティーヨ
- ジェフ・カーステンス
- ロドルフォ・カストロ
- ショーン・キャンプ
- タイラー・グラスノー
- チャド・クール
- ウィル・クレイグ
- オニール・クルーズ
- ショーン・ケイシー
- ミッチ・ケラー
- ゲリット・コール
- マイク・ゴンザレス
- ロアンシー・コントレラス
- ジェイソン・シュミット
- コナー・ジョー
- ジャック・スウィンスキー
- ジェイコブ・スタリングス
- ジェイムソン・タイヨン
- コール・タッカー
- チェイス・ダーノー
- ヘンリー・デービス
- イェリー・デロスサントス
- ケビン・ニューマン
- ホセ・バティスタ
- ジョシュ・ハリソン
- アレン・ハンソン
- スティーブ・ピアース
- アダム・フレイジャー
- JT・ブルベイカー
- スティーブン・ブロート
- アレックス・プレスリー
- ジェイク・ブレンツ
- ケブライアン・ヘイズ
- ゴーキース・ヘルナンデス
- ジョシュ・ベル
- クリス・ベンソン
- ライアン・ボーグルソン
- クレイ・ホームズ
- ブロック・ホルト
- アンドリュー・マカッチェン
- リース・マグワイア
- ジョー・マスグローブ
- ジェイソン・マーティン
- トゥクピータ・マルカーノ
- スターリング・マルテ
- オースティン・メドウズ
- ナイジャー・モーガン
- チャーリー・モートン
- ハロルド・ラミレス
- ブライアン・レイノルズ
- ジョエリー・ロドリゲス
- エニー・ロメロ
- トニー・ワトソン
- ギフト・ンゴエペ